# Miracle
|  | Per a altres significats, vegeu «Miracle (desambiguació)». |

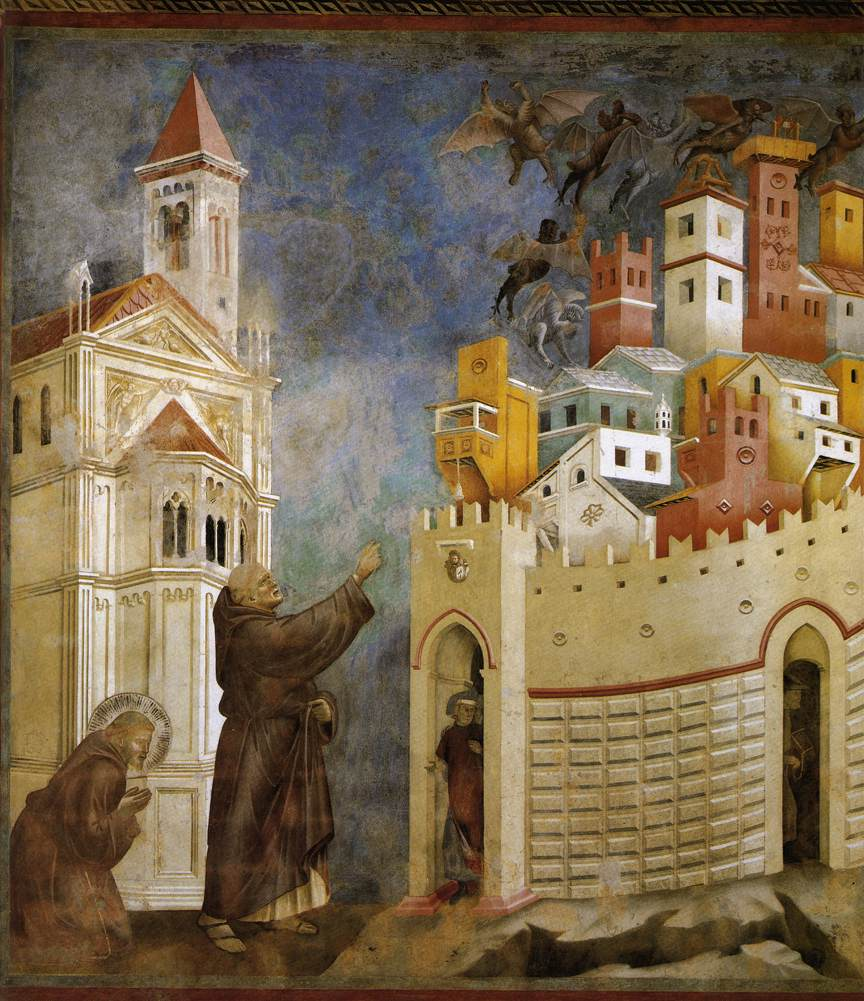
Sant Francesc d'Assís exorcitzant dimonis en Arezzo, fresc de Giotto.

Un miracle (del llatí miraculum) és una intervenció sobrenatural en el món físic de manera que es produeix una acció perceptible pels sentits humans, no explicable per causes ordinàries. Es diferencia de la màgia en què el miracle és una acció que es produeix en un context religiós on el taumaturg utilitza la intercessió de déu perquè es produeixin. És un concepte religiós present als cultes monoteistes. Els miracles s'accepten per la fe, ja que escapen a la racionalitat.

## Tipus
La tipologia dels miracles és molt variada, algunes formes són acceptades per algunes religions i rebutjades per altres. Les més importants són:
- Meteorològics sequera, pluja, vent, inundacions...
- Còsmics, eclipses de lluna, eclipses de sol, terratrèmols, i caiguda d'estrelles.
- Curació de: malalts, paralítics, cecs, leprosos...
- Exorcisme treure dimonis o esperits malignes d'una persona.
- Aparicions de divitats, d'àngels, de verges o sants ...)
- Resurreccions de morts
- Multiplicació d'aliments, pans, peixos, vi...
- Conversió d'aigua en vi o sang
- Parlar en llengües desconegudes Glossolàlia o do de parlar/interpretar llengües conegudes Xenoglòssia
- Levitació de persones o objectes.
- Estigmes en el cos de persones.
- Cossos incorruptes després de morts o Para-momificació.
- Febre mística en persones considerades beates o santes.
- Bioluminescència en persones santes.
- Miracles eucarístics
- Imatges que ploren, sagnen o es mouen.

Cal esmentar que el do de llengües i la levitació també estan reconegudes per alguns com ha formes de possessió del dimoni.

## Catolicisme
L'Església Catòlica reconeix els miracles com obres de Déu, ja sigui directament o a través de la pregària i la intercessió d'un Sant o Sants. L'Església tracta de ser molt prudent per aprovar la validesa dels suposats miracles i manté estrictes requisits per validar l'autenticitat de qualsevol fet miraculós.
Els miracles són un dels requisits imprescindibles en el catolicisme per declarar a una persona santa. Una comissió examina les seves obres a la recerca d'accions miraculoses. La majoria tenen a veure amb curacions no explicables per l'estat de medicina actual.
El Papa Benet XVI descriu les característiques principals que ha de reunir una curació miraculosa.
- Que la malaltia sigui greu i difícil o impossible de curar.
- Que no estigui pròxima la seva curació natural.
- Que no s'hagi aplicat cap medicació o si s'ha aplicat que sigui ineficaç.
- Que la guarició sigui ràpida.
- Que la curació sigui perfecta.
- Després de la curació no pot haver-hi recaigudes de la malaltia.

Entre els diferents tipus de miracles aprovats per l'Església Catòlica es troben, els miracle eucarístic on la Sagrada Forma es transforma visiblement en el cos de Crist per medi, d'hemorràgies de sang, levitació, irradia llum, o mostra la imatge de Crist. El primer exemple d'aquest canvi visible en carn i sang es va produir a Lanciano, Itàlia al voltant de 700 dC A diferència d'altres miracles d'una naturalesa transitòria més, la carn i la sang romanen a Lanciano fins al dia d'avui, després d'haver estat científicament examinats en data tan recent com 1971.
Un altre cas extraordinari segons documents del segle xvii, fou un jove espanyol al qui la seva cama se li restaurar miraculosament l'any 1640 després d'haver estat amputada dos anys i mig avanç (vegeu Miguel Pellicer).

## Aparicions Marianes
Són famoses les aparicions marianes on suposadament s'apareix la Verge Maria a persones (en especial a nens). Posteriorment l'indret es converteix en lloc de peregrinació i devoció mariana, esdevenint nombroses curacions miraculoses atribuïdes a la Verge.

### Lorda
Una nena Bernadette Soubirous tingué divuit aparicions de la Verge a Lorda. Cada any milers de peregrins viatgen al santuari a la recerca d'un miracle. S'han recollit prop de 7000 casos de curacions i 67 han estat reconeguts per l'església.

#### Fàtima
El 13 de maig de 1917 tres pastorets portugueses foren testimonis de la primera de les sis suposades aparicions de la Verge Maria. El lloc es convertí immediatament en lloc de peregrinació. Posteriorment esdevenir un miracle multitudinari, fou l'anomenat Miracle del Sol, que es va produir el 13 d'octubre de 1917. Entre 70.000 i 100.000 persones, es van reunir en una cova prop de Fàtima (Portugal), i van ser testimonis com el sol tènue, canviava de colors, i girava, fent una dansa al cel, i sembla que va caure en picat a terra. Segons els testimonis, en el procés, s'ha alliberar una gran quantitat de calor radiant. Després de deu minuts de l'esdeveniment, el terra i la roba de la gent, que estaven molls per una tempesta anterior, van quedar completament secs.

#### San Sebastián de Garabandal
El 18 de juny de 1961 quatre nenes de la localitat càntabra de Garabandal van rebre uns suposats missatges sobrenaturals per part d'un àngel identificat com a Miquel qui els va predir que la Verge se'ls apareixeria. Dies després el 2 de juliol les petites van veure la Verge Maria després de caure en èxtasi. Malgrat la quantitat de testimonis l'església no reconeix el miracle.

## Miracles als Països Catalans
Als Països Catalans són festejats alguns miracles importants esdevinguts històrics: 
- Miracle de la llum que se celebra cada 21 de febrer a Manresa.
- Miracle de Sant Narcís que se celebra a Girona per la Fira de Sant Narcís el 29 d'octubre.
- Festa del Miracle que se celebra a la localitat d'Agullent a València.

## Antic Testament
A l'Antic Testament el terme miracle designa una acció salvadora de Déu a favor del seu poble. El llibre de l'Èxode explica accions extraordinàries que són enteses com el signe del poder de Déu i del seu amor envers Israel, les plagues contra Egipte, la mort dels primogènits egipcis, el pas de la Mar Roja, la donació del manà i la desfeta dels enemics. Els profetes Elies i Eliseu realitzen guaricions i fets meravellosos.

## Nou Testament
En el Nou Testament hi han miracles realitzats per Jesús, que són en general curacions de malalts físics i espirituals. Els miracles de Jesús tenen un valor simbòlic i, sovint succeeix que el mateix Jesús es nega a fer miracles per fer prosèlits. Com ara, la temptació de Satanàs en el desert que proposa a Jesús convertir les pedres en pa, Jesús es nega a fer el miracle. Cal esmentar, que després de la multiplicació dels pans, Jesús s'amaga per escapar de la gent. Jesús també evita els miracles que poden ser mal entesos per la multitud. Moltes són les vegades que Jesús demana als testimonis del miracle a romandre en silenci i no dir res.
Els deixebles de Jesús realitzant miracles amb la força i en el nom de Jesucrist ressuscitat, per donar testimoni de la fe i proclamar el regne de Déu, tenen també per objecte instar el penediment i la conversió.
Miracles bàsics pel cristianisme són l'encarnació (del Fill de Déu, que es converteix en un home) i la resurrecció de Jesús. D'aquests dos miracles es basa principalment la fe de l'Església Cristiana.
Hi ha quatre paraules gregues normalment usades per referir-se als miracles en les Escriptures:
- Semeion, "símbol", és a dir, l'evidència empírica de la presència divina[5]
- Terata, "miracles", és a dir, signe, esdeveniments que causen sorpresa.
- Dynameis, "facultats", és a dir, obres que requereixen una força, o més aviat, un poder sobrehumans o sobrenatural[6]
- Erga, "obres", és a dir, les accions dels sants o de Jesús i els seus deixebles.

## Racionalisme
Alguns teòlegs (com Hans Küng) defensen la teoria de la inviolabilitat de les lleis naturals i, per tant, la impossibilitat dels miracles.
Segons el punt de vista racionalista o ateu molts dels miracles apareguts a la Bíblia són relats hiperbòlics de fenòmens naturals. Altres poden tractar-se de eclipses del sol o lluna, terratrèmols i efectes lluminosos sorprenents.
Un cas especial són les expulsions de dimonis, que en realitat es tracta de persones malaltes amb atacs epilèptics o altres malalties semblants. Aquests tenen una durada curta i al cap d'uns minuts ha desaparegut l'atac, donant per curada a la persona.
Alguns miracles de la Bíblia, com la multiplicació dels pans i els peixos són molt semblants als miracles fets per Elies el profeta. Segons els escèptics podrien ser simples còpies del text adaptats a la vida de Jesús.
La falta d'una comprovació del miracle es veu palesa en altres miracles com en el de la dona que patia hemorràgies i que es va curar en tocar la túnica de Jesús. Simplement la dona diu que està curada i tots els presents accepten el miracle Marc 5,25-34.
En altres miracles Jesús utilitza per curar la saliva barrejada amb fang Joan 9,1 i 6,7 o la saliva i una imposició de mans Marc 8,22-26. La saliva és coneguda en la farmacopea com un remei per curar algunes lesions oculars (Papir Ebers).
Per acabar dir que alguns autors com Robert Ambelain afirmen que Jesús va utilitzar màgia en les curacions. Aquest podria ser el cas de les resurreccions, pot tractar-se de pràctiques sembla'ns a les de Vodú, utilitzant certs verins o drogues que deixen a la persona en estat de coma durant unes hores, després, la víctima recupera les facultats vitals.
De fet els mateixos jueus van acusar Jesús de mag: "Jesús el Natzarè ha practicat la màgia i ha esgarriat Israel" (tractat Sanhedrín 10 7b). Igualment el filòsof grec Cels (filòsof) del segle II en la seva obra, acusa a Jesús d'haver practicat la màgia.